# Praeacedes atomosella
Praeacedes atomosella är en fjärilsart som beskrevs av Walker 1863. Praeacedes atomosella ingår i släktet Praeacedes och familjen äkta malar. Inga underarter finns listade i Catalogue of Life.